# Ampelisca euroa
Ampelisca euroa är en kräftdjursart. Ampelisca euroa ingår i släktet Ampelisca och familjen Ampeliscidae. Inga underarter finns listade i Catalogue of Life.